# ライアン・フレデリックス
ライアン・フレデリックス（Ryan Fredericks, 1992年10月10日 - ）は、イングランド・ポッターズ・バー出身のプロサッカー選手。AFCボーンマス所属。ポジションはディフェンダー。

## 経歴

### クラブ
トッテナム・ホットスパーの下部組織出身。2010年7月にクラブと最初のプロ契約を結んだ。
2013年12月のUEFAヨーロッパリーグ・アンジ・マハチカラ戦でスタメン入りしトップチームデビュー。しかしリーグ戦での出番はなく、ローン移籍を繰り返した後、2015年8月を以てブリストル・シティに完全移籍した。ブリストルで公式戦5試合に出場した後、フラムに移籍した。ブリストルの在籍期間は僅か26日間であった。2017-18シーズンはフラムのプレミアリーグ昇格に貢献し、フットボールリーグ・チャンピオンシップのベストイレブンに選出された。
2018年6月5日、フラムと契約満了の後、ウェストハム・ユナイテッドと4年契約を締結した。1年目はパブロ・サバレタとマイケル・アントニオの後塵を拝しリーグ戦15試合の出場に留まった。

### 代表
U-19イングランド代表歴がある。なおガイアナにルーツを持つため、サッカーガイアナ代表として出場する権利も有している。

## タイトル

### 個人
- PFAチャンピオンシップ年間最優秀チーム賞 : 2018